# Lyndon Rush
Lyndon Rush (ur. 24 listopada 1980 w Saskatoon) – kanadyjski bobsleista (pilot boba), brązowy medalista olimpijski i czterokrotny medalista mistrzostw świata.
Starty rozpoczął w 2004. Igrzyska w Vancouver były jego pierwszą olimpiadą, zajął tam trzecie miejsce w rywalizacji czwórek. Na mistrzostwach świata w Altenbergu w 2008 roku wywalczył srebro w konkurencji mieszanej, a podczas mistrzostw świata w Königssee w 2011 roku i rozgrywanych dwa lata później mistrzostw świata w St. Moritz zdobywał brązowe medale. Zdobył również srebrny medal w dwójkach na mistrzostwach świata w Lake Placid w 2012 roku. Zwyciężał też w zawodach Pucharu Świata.